# 17. Międzynarodowy Festiwal Filmowy w Cannes
17. Międzynarodowy Festiwal Filmowy w Cannes odbył się w dniach 29 kwietnia–14 maja 1964 roku. Imprezę otworzył pokaz francuskiego filmu 100 tysięcy dolarów w słońcu w reżyserii Henri Verneuila.
Jury pod przewodnictwem niemieckiego reżysera Fritza Langa przyznało nagrodę główną festiwalu, Złotą Palmę, francuskiemu filmowi Parasolki z Cherbourga w reżyserii Jacques'a Demy.

## Jury Konkursu Głównego
- Fritz Lang, niemiecki reżyser − przewodniczący jury[2]
- Charles Boyer, francuski aktor − wiceprzewodniczący jury
- Joaquín Calvo-Sotelo, hiszpański dramaturg
- René Clément, francuski reżyser
- Jean-Jacques Gautier, francuski pisarz
- Aleksandr Karaganow, rosyjski krytyk filmowy
- Lorens Marmstedt, szwedzki producent filmowy
- Geneviève Page, francuska aktorka
- Raoul Ploquin, francuski producent filmowy
- Arthur M. Schlesinger Jr., amerykański historyk
- Véra Volmane, francuska dziennikarka